# کلمه کد
در مخابرات، کلمه کد یا کدواژه، عنصر استاندارد شده کد یا پروتکل ارتباطات است. هر واژه کد دارای معنی واحد است و بر پایه یک قاعده خاص با یک کد متناظر است. واژه کد نوعاً به خاطر قابلیت اعتماد بالا، وضوح، اختصار و امنیت به کار می‌رود.
نظریه کدگذاری یک شاخه از ریاضیات است که شامل کدهای منبع و کدهای کانال است. کد کانال شامل افزونه‌هایی برای قابلیت اطمینان بیشتر در برابر نویز است.  افزونه به این معناست که تنها بخش محدودی از سیگنال‌ها اجازه انتخاب به عنوان کد در بر گیرنده را دارند.
کد منبع برای فشرده‌سازی واژه‌ها (اطلاعات) با نگاشت آن‌ها به واژه‌های کوتاه‌تر استفاده می‌شود. از واژه‌های دستوری برای مخابره صدا در محیط نویزدار استفاده می‌شود.